# Gōki Tajima
Gōki Tajima (jap. 田中志歩 Tajima Gōki; ur. 27 lipca 1997) – japoński judoka. 
Złoty medalista mistrzostw świata w 2024 i srebrny w 2025, a także zdobył cztery medale w drużynie. Triumfator igrzysk azjatyckich w drużynie w 2022. Mistrz świata juniorów w 2017. Pierwszy na mistrzostwach kraju w 2023, 2024 i 2025; drugi w 2021 i 2022; trzeci w 2023 roku (open).